# 佐々木浩三
佐々木 浩三（ささき こうぞう、1962年5月23日 - ）は、佐賀県武雄市出身の競輪選手。日本競輪選手会佐賀支部所属、ホームバンクは武雄競輪場。日本競輪学校（当時。以下、競輪学校）第50期生。師匠は次兄である佐々木昭彦（43期）。

## 来歴
父、母、長兄の和徳（51期）、次兄の昭彦も元競輪選手、和徳の息子・翔一（93期）は競輪選手、という競輪一家で育つ。龍谷高等学校を経て競輪学校に入校。
1982年11月6日、久留米競輪場でデビューし、初勝利を挙げた。1985年から特別競輪（現在のGI）に常時参加実績があり、過去に特別競輪で2回の決勝進出歴がある。
兄二人は既に引退したが、浩三自身は還暦を迎えてさらに現役を続けている。2024年1月15日付で自身より僅かに誕生日が早かった森江信行（49期。1962年4月26日生まれ）が登録消除され引退したことで、翌1月16日以降は自身が現役最年長選手となった。ただ、競走得点は70点を割り込んでおり、代謝の危機が迫っているものの、同年12月25日の岸和田FII2日目で2022年9月以来、2年3か月ぶりの白星を挙げた（通算357勝目）。